# 唐尊
唐尊（？—23年），字伯高，豫州沛郡人，西漢時代末期、新朝大臣。
开始随山陽郡張無故（字子儒）学习儒学。地皇元年（20年），太傅平晏去世，唐尊继任太傅。唐尊说：“国库空虚，人民贫困，灾祸的根源在于奢侈。”于是身穿小袖短衣、破洞的衣服、鞋子，乘坐母马驾的柴车，睡坐时用干草（槁）作衬垫，用瓦器作餐具，又用瓦器盛着食物赠送公卿。外出看到不分开走路的男女，唐尊自己下车，用象征性的刑罚，拿红抹布弄脏他们的衣服。王莽听到后对他很赞赏，下诏书告诫公卿考虑向他学习。赐封唐尊为平化侯。23年，绿林军攻陷常安，唐尊和王揖、赵博、苗訢、王盛、中常侍王参等都和王莽一起死在渐台上。